# 武延緒
武延緒（?—?），直隸省廣平府永年縣人，清朝政治人物、進士出身。
光緒十八年（1892年），参加光緒壬辰科殿試，登進士二甲60名。同年五月，改翰林院庶吉士。光緒二十年四月，散館，著以知县即用。